# Міхал Бойм
Михайло Петро Бойм (також Боїм; пол. Michał Piotr Boym; лат. Michaël Boimus; кит. Пу Мі Ко Чже Юань) (1614, Львів — 22 серпня 1659, сучасн. пров. Гуансі, КНР) — місіонер-єзуїт, дипломат, мандрівник, вчений, котрий став відомим головним чином своєю діяльністю в Китаї.

## Життєпис
Син райці та війта Львова Павла Юрія Боїма.
Уродженець Львова. У 14 років, перед обличчям смерті, дав обітницю святому Франциску Ксаверію, що у випадку одужання присвятить своє життя місійній діяльності на Далекому Сході. 16 серпня 1631 року став монахом-єзуїтом у Кракові, потім тут відбув новіціят. Вивчав філософію у Каліші, медицину в єзуїтській школі у Львові, згодом продовжував навчання у Кракові (теологія). У вересні 1641 року висвячений на священика, після відбуття третього монашого іспиту в Ярославі виїхав до Риму, звідти до Лішбоа (Лісабону). Наприкінці 1643 року разом з 10 ксьондзами, парою кліриків відплили до Макао.
Був місіонером при дворі Чжу Юлана — останнього представника династії Мін, котрий вважав себе імператором і вів партизанську боротьбу в Південному Китаї проти маньчжурських окупантів.
У його листі від 11 січня 1644 р. з Мозамбіку до Рима містився перший для Європи у XVII ст. опис Південно-Східної Африки.
В перших днях січня 1651 року завдяки сприянню провінціяла відплив з Макао до Європи, дістався Венеції у грудні 1652 року. Отримавши листи від Папи у грудні 1655, наприкінці березня 1656 року з Лісабону відплив до Ґоа, звідки пішки прибув до Меліапуру, потім за допомогою купця-мусульманина — до Пеґу, на початку 1658 року — до Аютії — тодішньої столиці Сіаму.
Автор численних наукових праць з флори, фауни і географії Китаю і Південно-Східної Азії (загалом друком вийшло 25 праць).
У ботаніці відомий як автор праці «Флора Китаю» («Flora Sinensis», 1656), котрою запровадив практику публікацій «флор», як особливого виду ботанічної літератури. Зробив внесок у європейську медицину, опублікувавши у Німеччині серію книг з традиційної китайської медицини і фармакології. Зокрема, завдяки М. Бойму у європейській діагностичній практиці почали вимірювати пульс пацієнтів.
Виготовив перший європейський атлас Китаю, що складався з 18 великих кольорових мап.

## Галерея

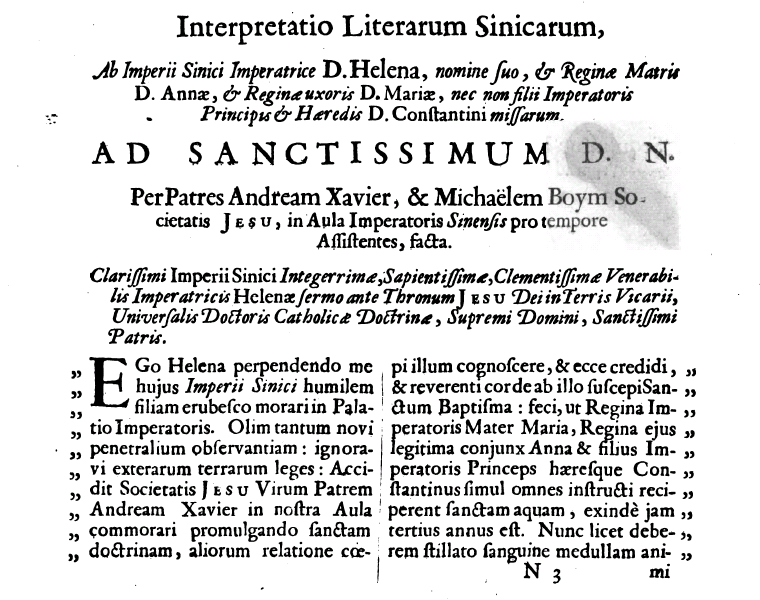
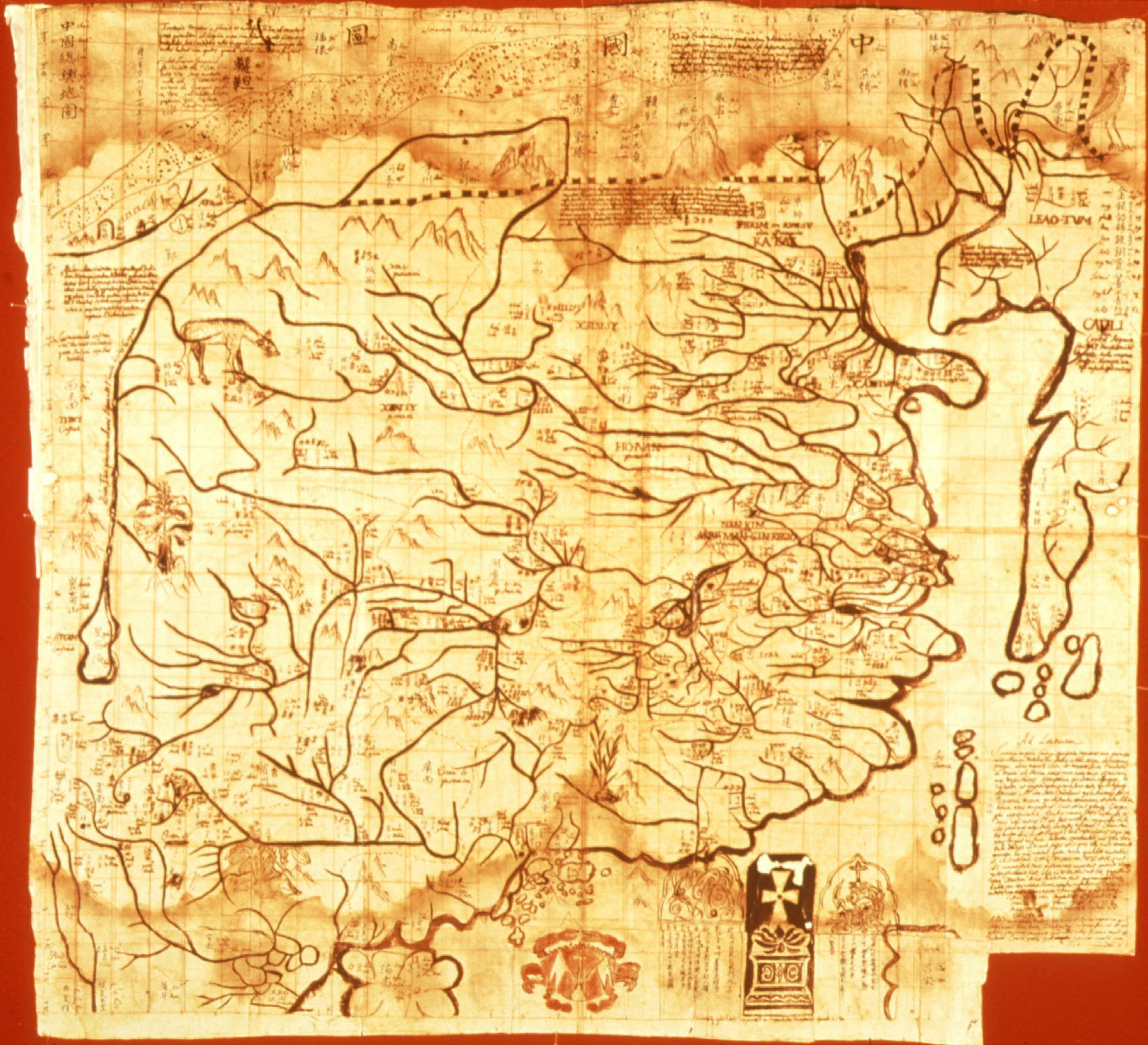
Мапа Китаю
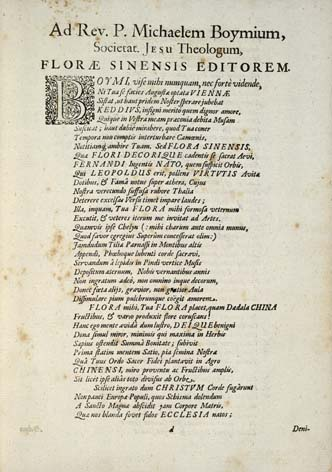
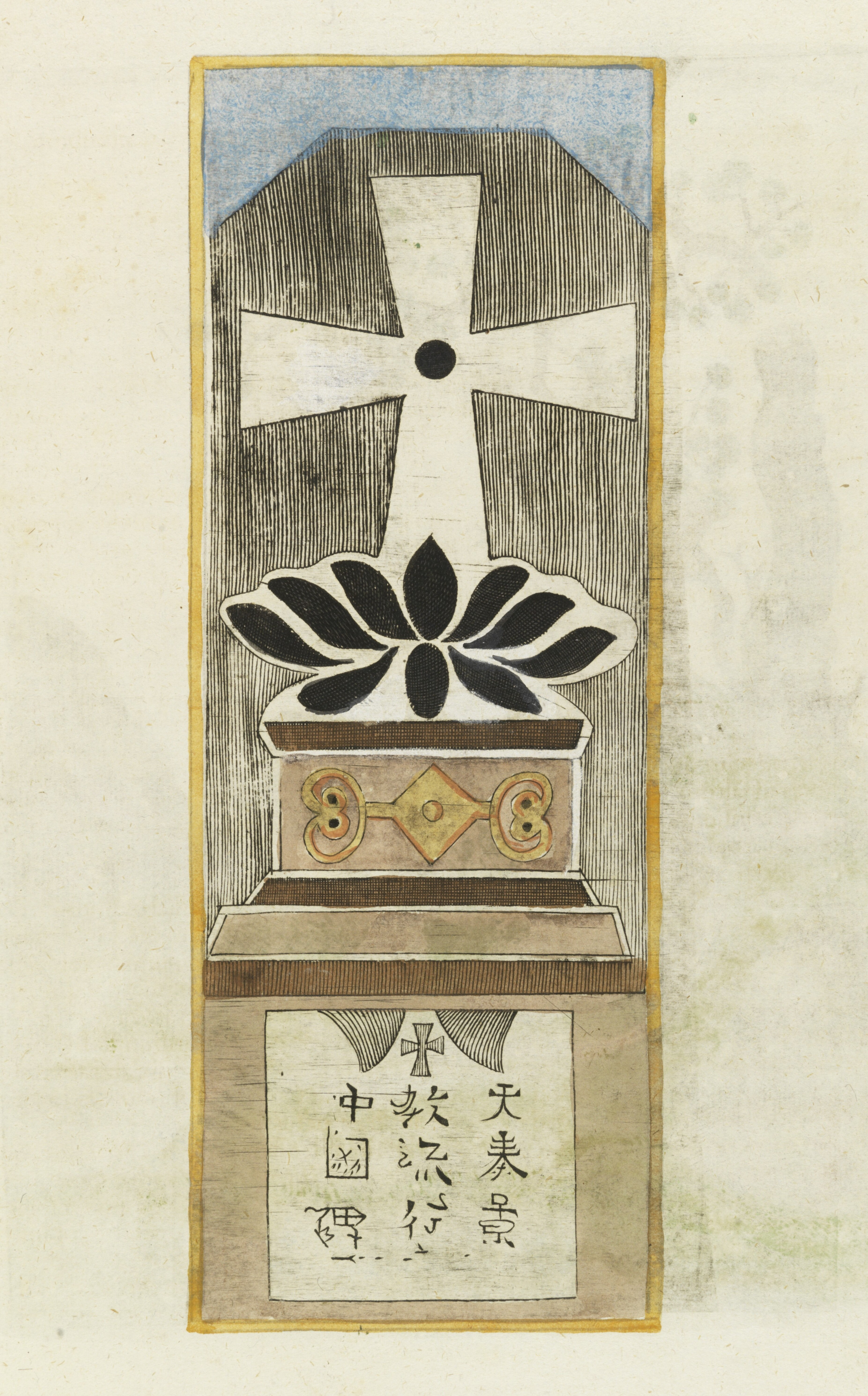
Flora Sinensis
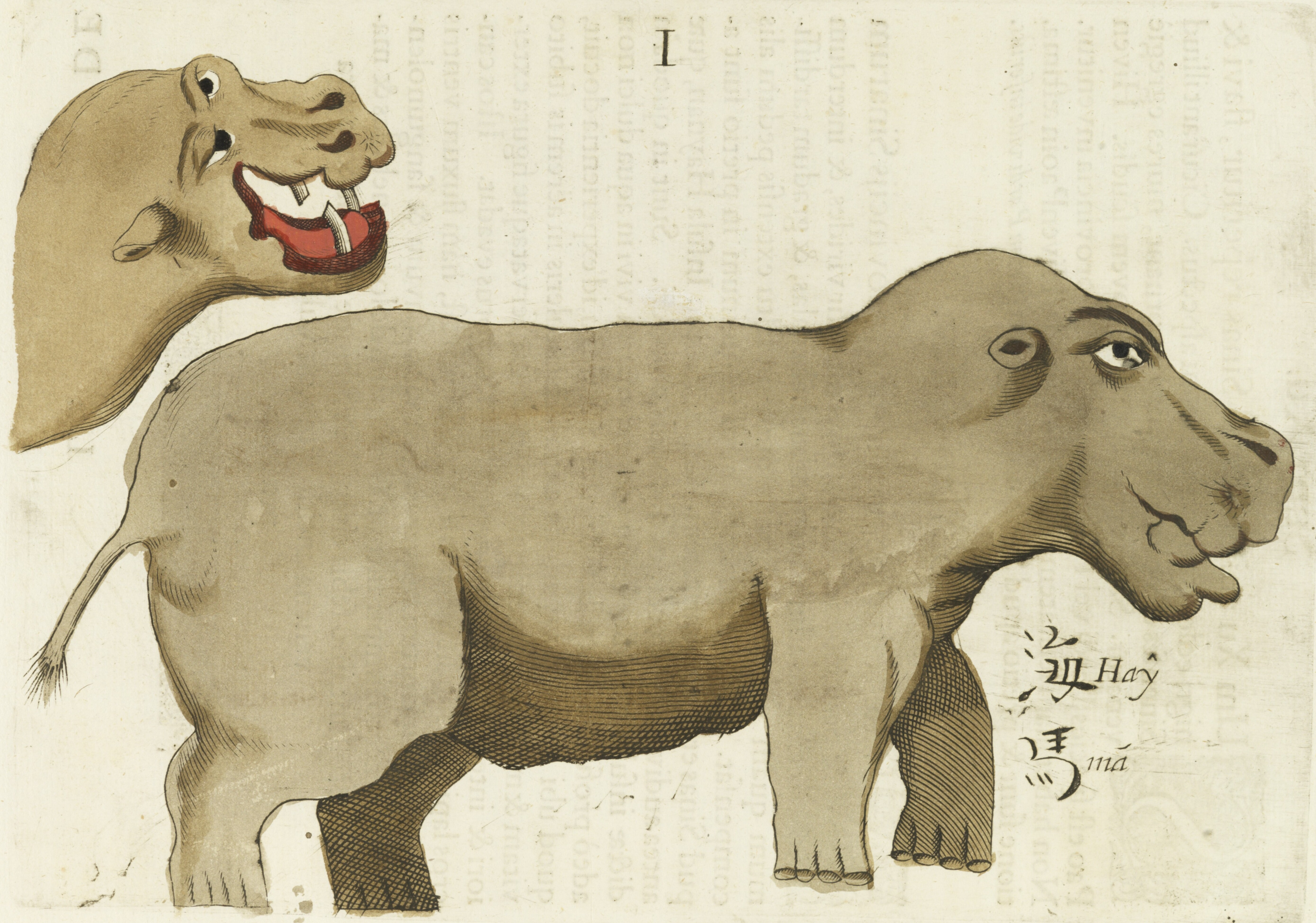
Flora Sinensis
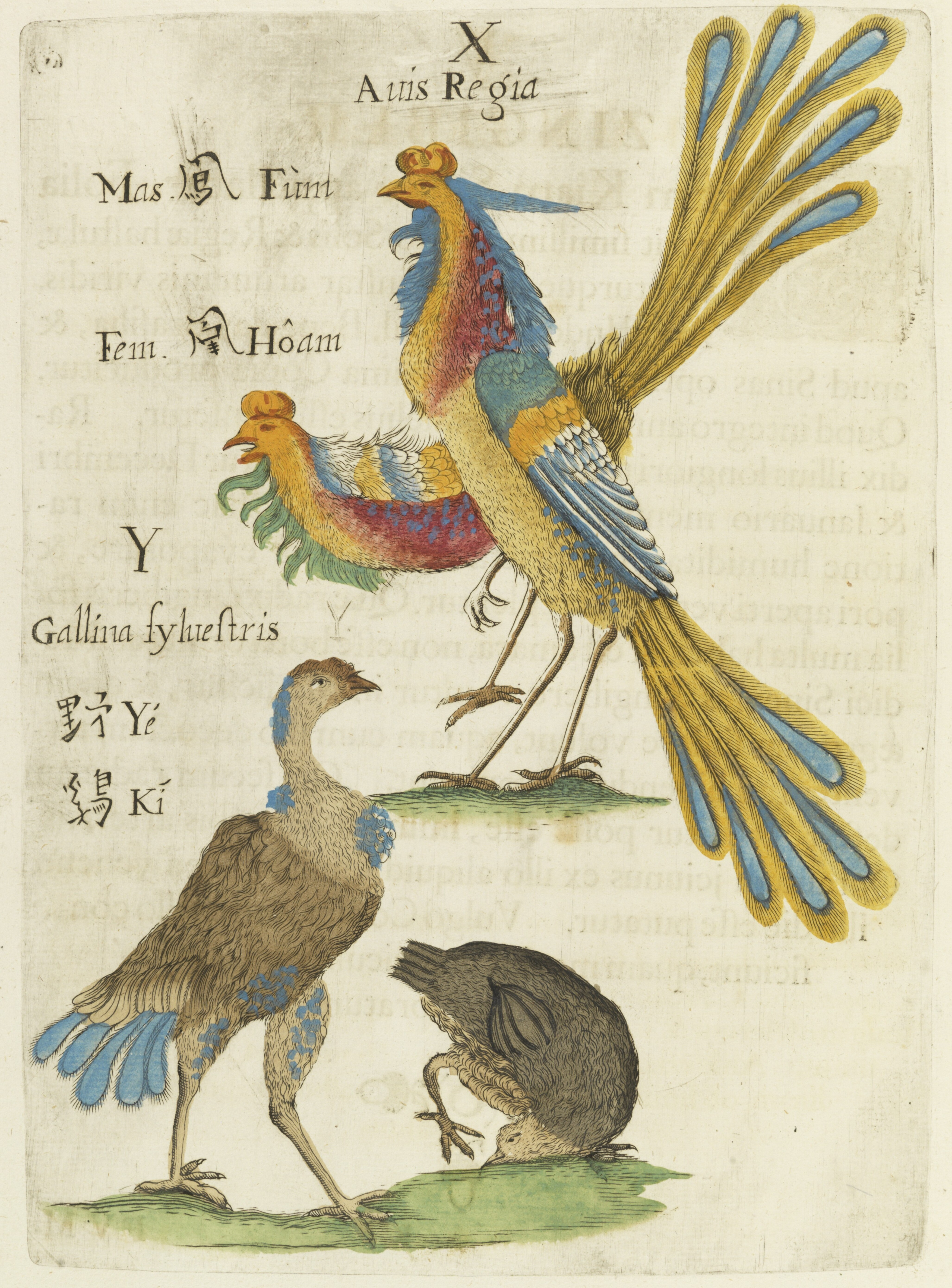
Flora Sinensis
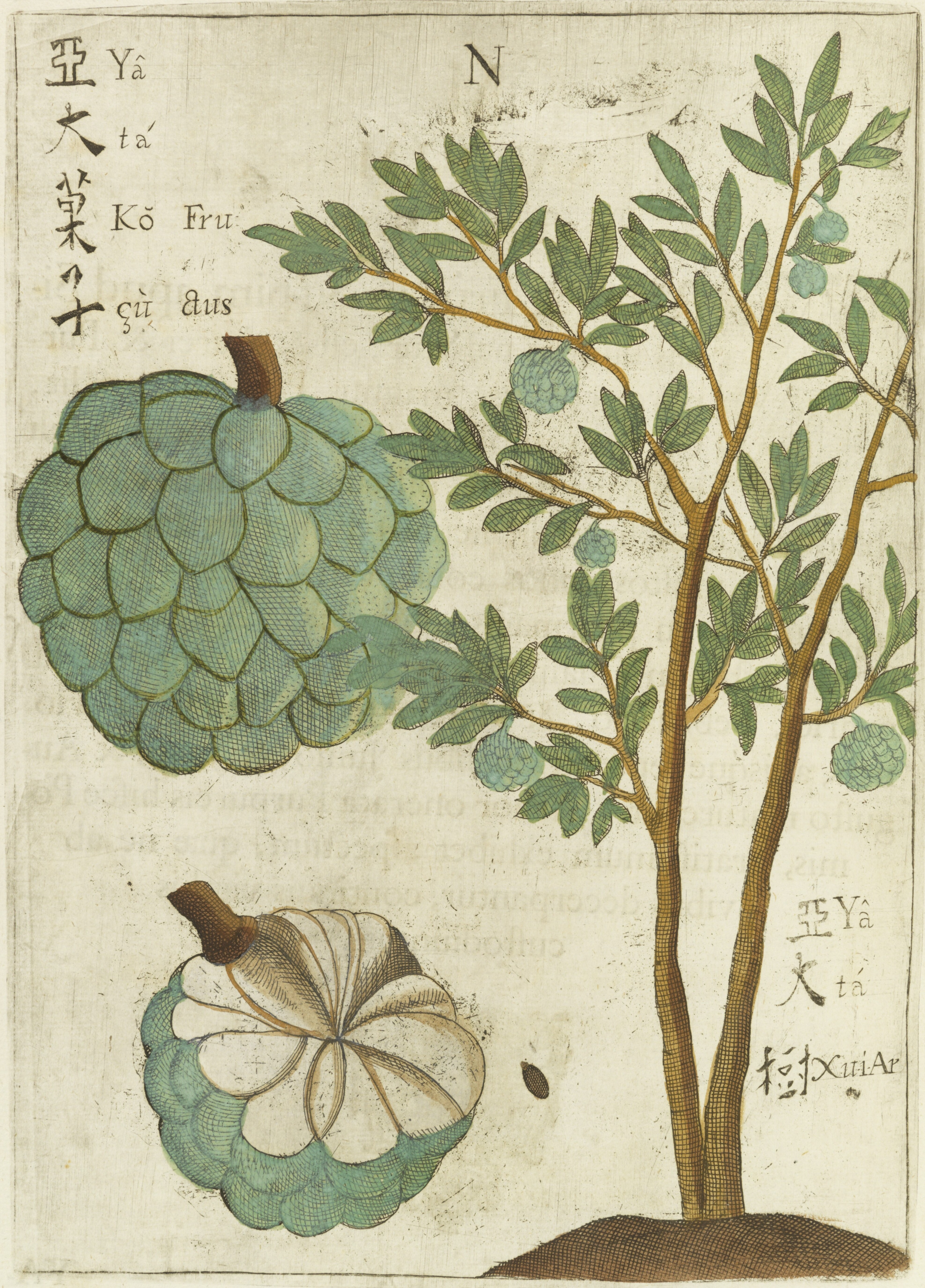
Flora Sinensis
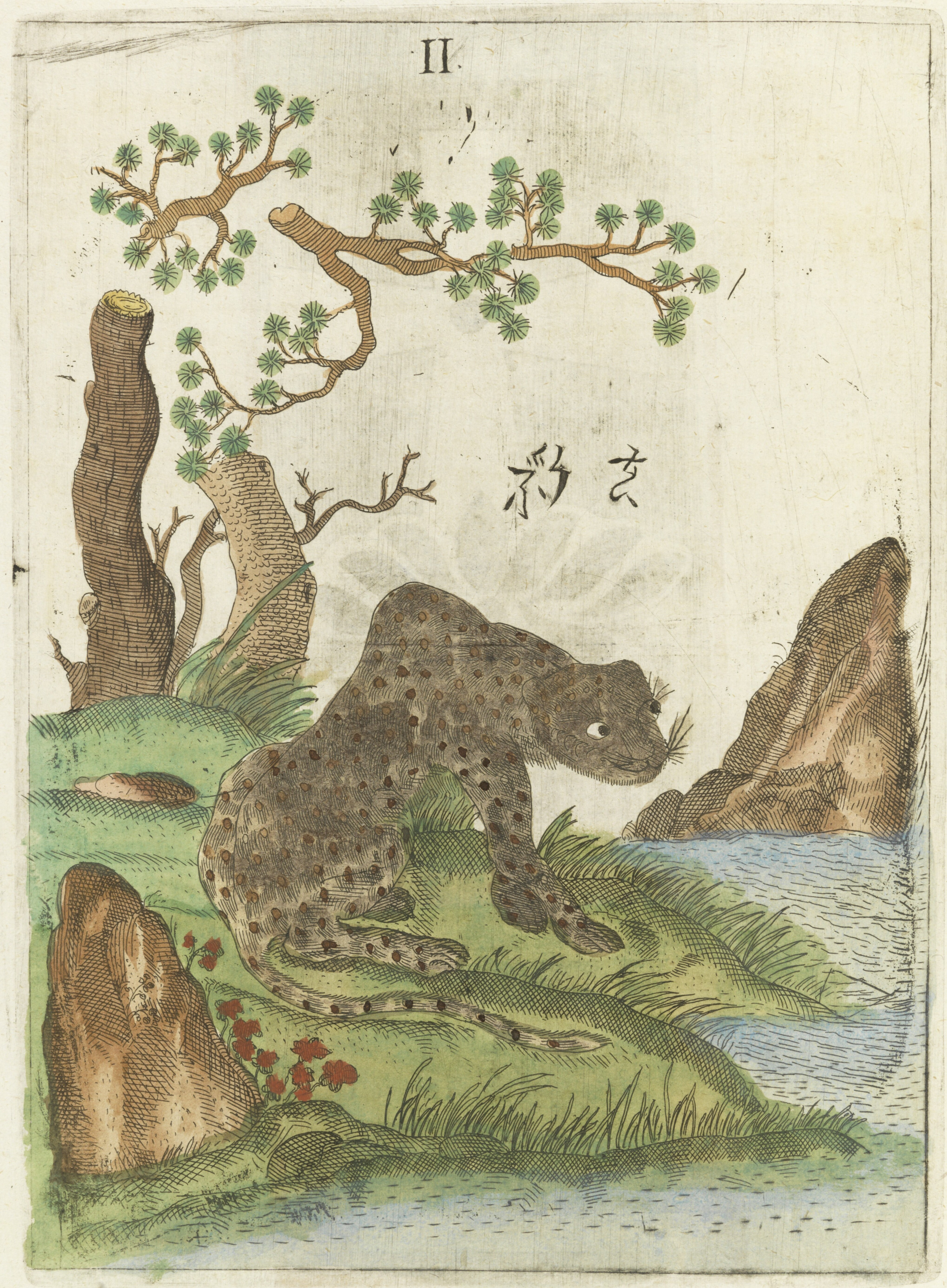
Flora Sinensis